# زيماندو نو
زيماندو نو هي قرية تقع في إقليم أراد في رومانيا.

## السكان
حسب إحصائيات 2002 بلغ عدد سكان القرية 4,489 نسمة.